# Кундурла
Кундурла (тат. Кондырлы) — деревня в Высокогорском районе Республики Татарстан, в составе Суксинского сельского поселения.

## География
Деревня находится в верховье реки Саинка, в 28 км к северо-западу от районного центра, посёлка железнодорожной станции Высокая Гора.

## История
Деревня упоминается в первоисточниках с XVII века.
В сословном плане, в XVIII веке и вплоть до 1860-х годов, жителей деревни причисляли к  государственным крестьянам. Помимо традиционных земледелия и скотоводства, они в то время занимались пчеловодством, подёнщиной, портняжным и шапочным промыслами.
В «Списке населенных мест по сведениям 1859 года», изданном в 1866 году, населённый пункт упомянут как казённая деревня Кундурла 3-го стана Казанского уезда Казанской губернии. Располагалась при безымянном ключе, по правую сторону торгового Галицкого тракта, в 35 верстах от губернского города Казани и в 20 верстах от становой квартиры в казённой деревне Верхние Верески. В деревне в 32 дворах жили 278 человек (136 мужчин и 142 женщины). Была мечеть.
В 1871 году в деревне была построена мечеть, существовавшая, по сведениям из первоисточников, и в начале XX столетия. Также в начале XX века здесь действовали мектеб, мелочная лавка, земельный надел сельской общины насчитывал 611 десятин.
До 1920 года деревня входила в Студёно-Ключинскую волость Казанского уезда Казанской губернии. С 1920 года в составе Арского кантона. С 10 августа 1930 года в Дубъязском, с 1 февраля 1963 года в Зеленодольском, с 12 января 1965 года в Высокогорском районах.
С 1931 года в деревне действовали колхозы.

## Население
| 1782 | 1859 | 1897 | 1908 | 1920 | 1938 | 1949 | 1958 | 1970 | 1989 | 2002 | 2010 | 2017 |
| ---- | ---- | ---- | ---- | ---- | ---- | ---- | ---- | ---- | ---- | ---- | ---- | ---- |
| 52   | 278  | 158  | 217  | 386  | 383  | 271  | 169  | 112  | 86   | 76   | 79   | 68   |

Национальный состав села — татары.

## Экономика
Сельское хозяйство со специализацией на полеводстве, животноводстве.